# Jean Cavaillès
Jean Cavaillès (n. 15 mai 1903, Saint-Maixent, Poitou-Charentes, Franța – d. 4 aprilie 1944, Arras, communauté urbaine d'Arras⁠(d), Franța) a fost un filozof și matematician francez, specializat în filozofia științei.
A fost adept al filozofului Baruch Spinoza și a urmărit să pună bazele unei filozofii a matematicii.
A absolvit Școala Superioară (Normală) din Paris.
A fost profesor la Clermont-Ferrand și la Sorbona.
A participat la Rezistența franceză și a murit executat de Gestapo.
Este înmormântat în cimitirul din Arras, ca erou și luptător antifascist.
În memoria sa s-a fondat, în 1945, asociația Prietenii lui Jean Cavaillès.
Unul din aforismele sale a fost:
„Obscuritatea este legea luptei și destinul combatanților.”

## Scrieri
- 1937: Méthode axiomatique et formalism
- 1938: Remarques sur la formation de la théorie abstraite des ensembles, un minuțios studiu istoric care evidențiază etapele prin care s-au constituit teoria mulțimilor, a numerelor iraționale, seriile trigonometrice
- 1962: Studiu asupra teorie mulțimilor, monografie asupra teoriei mulțimilor, lucrare tradusă în română în 1969.